# Tiemen Guan
Der Tiemen Guan oder Tiemen-Pass (chinesisch 鐵門關 / 铁门关, Pinyin Tiě Mén Guān, englisch Iron Gate Pass, deutsch: Eisentorpass) führt von der chinesischen Stadt Korla (chinesisch 庫爾勒 / 库尔勒, Pinyin Kù'ěrlè) des Uigurischen Autonomen Gebiets Xinjiang nach Karaschahr (heute: Autonomer Kreis Yanqi der Hui). 
Er liegt ca. 7 km nördlich des Hauptortes, der Großgemeinde Yanqi. Da er leicht zu verteidigen war, spielte er eine bedeutende Rolle beim Schutz der alten Seidenstraße vor den aus dem Norden vorstoßenden räuberischen Nomaden.